# Zephyr Records (klassiek)
Zephyr Records is een Amerikaans platenlabel dat klassieke muziek uitbrengt. Het werd in 1997 opgericht en is gevestigd in Fort Worth, Texas.
Op het label is muziek uitgekomen, uitgevoerd door onder meer de Engelse pianist en dirigent Ian Hobson, Houston Chamber Choir en The Choir of Saint Paul's United Methodist Church.